# Luis Gueilburt

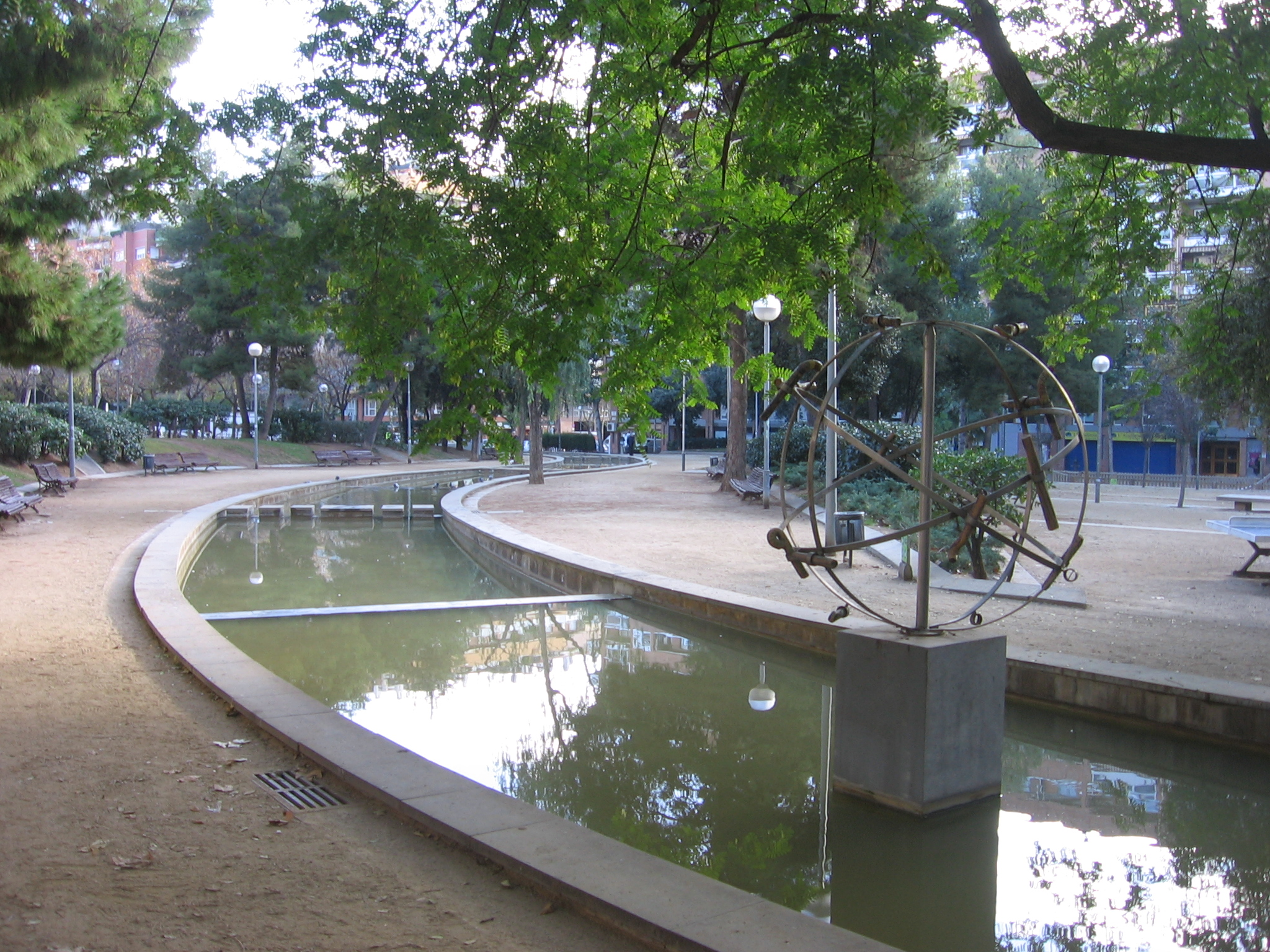
Euclídea (1989), parque de Les Corts, Barcelona

Luis Gueilburt Talmazán (Buenos Aires, 1950) es un escultor, pintor y escritor argentino afincado en Barcelona (España). Ha expuesto su obra en Reus, Mollet del Vallès, Vich, Moyá y Nagoya (Japón). Estudioso del modernismo catalán y de Antoni Gaudí, ha escrito varios libros sobre el tema.
Su obra se enmarca en un estilo figurativo aunque no realista, desarrollada en diversos soportes y materiales, como madera, piedra o metal, así como instalaciones artísticas.

## Trayectoria
Estudió Bellas Artes (especialidad de Escultura) en la Escuela Municipal de Avellaneda. Entre 1968 y 1978 participó en diversas exposiciones individuales y colectivas en varios países hispanoamericanos. En 1978 se instaló en Barcelona. Sus obras se encuentran en colecciones públicas y privadas de España, Japón, Argentina, México, Guatemala, Ecuador y Perú.
En 1989 realizó una escultura que se incorporó al conjunto de arte público de Barcelona, Euclídea, situada en el parque de Les Corts. Está situada dentro del agua, en un canal serpenteante que recorre el parque. Realizada en acero inoxidable y cerámica sobre una base de piedra caliza, está concebida como un homenaje al geómetra griego Euclides. La obra consiste en cuatro círculos de pasamano de acero inoxidable sostenidos por un tubo vertical en el centro del diámetro, además de varias abrazaderas metálicas situadas en los círculos que alojan unas piezas cilíndricas de terracota. Se hallan trece de estos elementos, lo que podría hacer referencia a los trece volúmenes del tratado de Euclides, en que expone sus estudios sobre geometría plana, la geometría del espacio, las proporciones, las grandes magnitudes o las propiedades de los números.
Ese año ganó el concurso organizado para la elaboración de una estatuilla para los galardonados con el Premio Surbisa de rehabilitación en Bilbao, constituido en 1985.
En 1992 elaboró otra obra de arte público para Mollet del Vallés, Monument a Mollet Ciutat Pubilla de la Sardana, en el parque de Can Mulà. Como conmemoración de que la ciudad fue capital de la sardana ese año, se trata de una obra de hierro y piedra artificial con leyenda de cobre forjado y bronce, que consta de una M (por Mollet) en una de cuyas patas figuran un grupo de niños bailando la sardana.
En 2000 realizó la escultura Cintas para el campus de la Universidad de Keiō, en Shin Kawasaki, Tokio.
Experto en la obra del arquitecto modernista Antoni Gaudí, desde 1997 impartió un curso monográfico sobre la vida y obra de Gaudí en la Universidad Politécnica de Cataluña. En el mismo centro es responsable desde 1998 de la Línea de Investigación Gaudí y el Modernismo Catalán, el estilo arquitectónico y artístico de 1900. También ha participado en cursos, conferencias, seminarios y congresos en diversas universidades de España, Francia, Estados Unidos, México, Italia y Argentina. Entre 1993 y 2003 dirigió el Centro de Estudios Gaudinistas. Como escultor fue responsable de la restauración de algunas obras de Gaudí, como el dragón de la verja de la Finca Güell (1984), por encargo de la Cátedra Gaudí. Entre 1990 y 1998 participó también en la restauración de la Casa Museo Gaudí del parque Güell. Con algunas piezas de obras de Gaudí recuperadas de estas restauraciones organizó con el Colegio de Aparejadores y Arquitectos Técnicos de Barcelona la exposición Gaudir Gaudí («disfrutar Gaudí»), que se expuso en Vich, Mollet del Vallés y Nagoya (Japón) entre 1993 y 1996.
Ha realizado también restauraciones de diversas esculturas y monumentos, como las esculturas de las casas Thomas y Lleó Morera de Lluís Domènech i Montaner (1985), el Monumento a Roca i Pi de Torquat Tasso en Badalona (1985), las esculturas del Palacete Albéniz y el Palacio Robert de Barcelona (1986), el Monumento a Mosén Jacint Verdaguer de Joan Borrell i Nicolau (1987) y el Monumento al General Geroni Galceràn i Tarrés en Les Masies de Voltregà (2003).
Entre sus publicaciones se encuentran: La cerámica en la obra de Gaudí (2002, con Maria Antonia Casanovas y Juan Bassegoda), Colegio de las Teresianas, de Gaudí: historia y arquitectura (2002, con Carmen Barranco, Benet Meca y Laura Ortiz), Gaudí Album, Barcelona (2002), Gaudí y el Registro de la Propiedad (2003), Obradores - Obradoiros Gaudí (2006, con Marisa García Vergara), Hierro y Forja (2009, con Àlex Sánchez Vidiella).

## Exposiciones individuales
- 1987: Universos Perdidos, Escuela Taller de Arte de la Diputación de Tarragona, Reus.
- 1987: Bibliomeca, instalación en el espacio Anar i Tornar del Colegio de Aparejadores y Arquitectos Técnicos de Barcelona.
- 1988: Camí Sinuós, Berlín Centre B.C.B. (Ballet Contemporani de Barcelona).
- 1991: Mater Materia, Galería Gloria de Prada, Barcelona.
- 1993: Gaudir Gaudí, Colegio de Aparejadores y Arquitectos Técnicos de Barcelona y Osona, Vic.
- 1994: Gaudir Gaudí, La Marineta, Mollet del Vallès.
- 1996: Gaudir Gaudí, Universidad Chukyo, Nagoya, Japón.
- 2000: El elogio de la Sombra, Galería H2O, Barcelona.